# 张莘夫
张莘夫（1898年—1946年1月16日），原名张春恩，满州镶黄旗，吉林省德惠县（今長春市九台區六台村）人，中国地质学家、矿业工程师，1946年在东北被杀害，之後引发了全国大规模反苏运动。

## 生平

### 早年生涯
1898年，出生于吉林長春（今長春市九台區六台村）。其父张雅南曾出任徐世昌总统府顾问、国会众议院议员。张莘夫就读于北京大学文学系，1920年通过留美官费考试，赴美国芝加哥大学学习经济，后进入密西根理工大學改学矿冶，毕业后获地质学博士学位，1929年张莘夫回国后，出任吉林省穆棱煤矿（今属黑龙江省）矿长兼总工程师，使苏联方面撤离后已经停产的穆棱煤矿恢复了生产。
1931年九一八事件后，张莘夫携妻子李湘衡流亡山海关内，历任河北唐山工程学院教授、河南焦作中福煤矿总工程师、焦作工学院兼职教授，甘肃天水煤矿矿长兼总工程师等职。抗日战争期间，张莘夫担任国家汞、锡、钨金属管理处处长，主持这几种战略性稀有金属的生产。

### 遇害过程
1945年日本投降后，张莘夫被国民政府任命为经济部东北行营工矿处副处长，负责东北工矿接收事宜。当时中国东北有许多满洲国时期遗留下来的日资企业，国民政府及苏联均有意接收。
1945年末，张嘉璈率东北行营返回长春的当天，张嘉璈即认为苏军延缓撤军意在“可有从容时间，讨论经济问题”。1946年1月，蒋介石在日记中写下：“俄军似已决心拖移撤兵日期，其意有二：甲，必须经济合作条件达成其要求目的而后撤兵。乙，或待美国在华北陆战队撤退时，彼乃同时撤退。”1946年1月中旬，蒋介石决定采取折中方案，即在中国东北选择一部分企业同苏方合作经营，但不进行全面经济合作，蒋介石称此为“缩紧”政策。1月中旬，蒋介石致信张嘉璈称：“关于经济合作方针，此时只可缩紧，不宜太宽。此事已考虑再三，不能不如此。”
1946年1月7日，张莘夫奉东北行营张嘉璈之命，携随员牛俊章、徐毓吉等5人，在中长铁路苏联籍副助理理事长马里意的陪同下，自长春出发，准备赴苏联红军占领的抚顺交涉接收抚顺煤矿事宜。途经沈阳时，马里意以打前站为名先独自赴抚顺，令张莘夫等人在沈阳等待。1月14日，马里意通知张嘉璈、张莘夫等人可以赴抚顺。当日下午，张莘夫乃率技术人员及中长铁路路警15人，乘苏军专列抵达抚顺。张莘夫一行下车之后，即被苏军方面安排居住在抚顺煤矿事务所，由苏军4个人在门外站岗进行监视。1月15日，张莘夫一行人中的路警的枪支被苏军缴走，接收人员全部失去人身自由。当天，张莘夫曾电话通知沈阳方面称：“苏军仅能保证二十四小时，望设法……”，但电话中途遭掐断。
1946年1月16日晚，苏军方面人员会同当地警察赴抚顺煤矿事务所，向张莘夫表示抚顺煤矿不能由其接收，并劝其尽快返回沈阳。当晚，张莘夫等8人被迫搭乘原专列自抚顺回沈阳，当专车行驶至抚顺以西25公里的李石寨站时，一股“不明身份的武装分子”登上列车，将张莘夫等人拖下专列杀害。
实际上，国民政府同苏联方面当时尚未就抚顺煤矿的接收达成协议。国民政府要求接收，苏联及中共方面则对此坚决抵制。张嘉璈当时在日记中就张莘夫遇害事件称：“此事显然表明苏方不愿我方在经济合作问题未解决以前，接收抚顺煤矿。”

### 身后
1946年2月1日最后期限到来时，苏军未按照约定撤离中国东北。同日，马林诺夫斯基约见张嘉璈，表示：“愿与阁下交换关于中苏经济合作问题之意见。”张嘉璈根据重庆方面下达的“缩紧”指示，表示仅部分项目可与苏联方面合作，但遭到苏联方面拒绝。马林诺夫斯基表示：经济合作“希望早日解决，使鄙人及军队可即离此。”2月4日，张嘉璈返回重庆。因经济合作问题没有谈成，苏方开始拆迁中国东北的工矿设备，将机器作战利品搬运至苏联。
1946年2月9日，美国向中苏两国发出照会，认为“中苏协商管理满洲之工矿企业，违反门户开放原则，此一问题之解决，须有美国参加。”2月11日，美国驻华大使馆向王世杰转交美国国务卿照会，内称：“美国政府认为，日本的国外财产（如满洲的工业）之处置，系有关曾荷负击败日本任务的各主要同盟国家共同利益。”“因此美国政府于接获中苏双方已在进行商讨，其结果或将使满洲工业成为绝对的中苏共管之报告后，甚为烦虑。”1946年2月11日，经美国总统杜鲁门提议，美国、英国、苏联披露了1945年秘密签订的有损中国利益的《雅尔塔协定》。这引起了中国舆论哗然。加之此前张莘夫遇害事件以及苏联拆运东北工矿设备的刺激，自2月16日起，重庆、上海、北平、南京、杭州、贵阳等中国大中城市相继发生反苏示威大游行，要求“赤色帝国主义”（苏联）如约撤军。
1946年2月24日，驻沈阳的苏军司令高夫堂发表声明称，拆迁东北工矿设备，乃根据苏联、美国、英国的共同协定而行。2月26日，美国政府否认该说法，并且严正声明称“美国未与苏联或其他政府商定关于中国东北境内战利品之协定或其他协定”。3月9日，英国政府向苏联政府正式提出抗议，称“断难承认” 苏联政府把“中国东北工业设备擅自运走”。鉴于美国和英国的态度，以及中国爆发反苏示威大游行，斯大林乃命令苏军撤出中国东北。3月10日夜，苏军秘密撤出沈阳。5月3日，苏军全部撤出中国东北。
1946年2月21日，国民政府军事委员会令董彦平速同苏军进行交涉，要求苏军逮捕杀害张莘夫等人的凶手，将尸体运至沈阳，并且保证在沈阳、长春、齐齐哈尔等地的国民政府所派接收人员之生命安全。2月27日，国民政府再次令董彦平进一步同苏方交涉。
张莘夫遇害事件发生后，国民党方面认为是苏军和中共方面所为，而苏联驻华大使彼得罗夫于1946年2月27日就此事答复重庆国民政府外交部时说：“张莘夫被害系暴徒所为”。 中共中央则在2月25日的一份内部指示中称：国民党“勾结日本人制造张莘夫惨案，以为反苏反共的借口。”
时任中共抚顺市委书记兼抚顺军分区政委的吴亮平在文化大革命中曾写有一份材料介绍此事，内称：
国民党派张莘夫等人来接收抚顺矿务局和抚顺煤矿。那时，我们的方针是对接收进行抵制，他们未能实现接权。不多几天，他们就走了，我们派人送他们出去。到了半路，来了电话，说是苏联红军军官要搞他们。我当时在电话上听了，摸不清情况。当时苏联红军部队驻抚顺，实行军管，红军的事，我们无权管，（我）听了就说，让他们搞去，没有提出反对，这是政策上犯了大错误。苏联红军指挥我们部队，说他们是坏人，把他们几个人杀了。此事件给国民党利用作为进行反共宣传的一个口实，使党的政治影响遭受了损失，迄今每念及此，辄深为痛心。这一事件的重要责任，是作为地方党委书记的我，应当负责的。为此政策上的大错误，我受到东北局给的撤销工作处分，我作了检讨，并于1月底离开了抚顺的工作。
1948年7月31日和8月1日的《救国日报》报道了张莘夫案破案详情，称杀害张莘夫者为中共部队的逃兵莫广成，案犯已于1948年7月1日在葫芦岛被国军抓获。1948年8月9日，《中央日报》刊登了“殺害張莘夫的主犯”莫廣成供詞筆錄，内称其交代自己隶属“东北民主联军第八旅二十三團三營七連”，杀害張莘夫是奉保安旅劉子義（仪）副司令等人命令，笔录还称“我完全不知道，劉副司令和郭政委說他是大漢奸，殺他時我沒有動手，是由我的排長陳貴東率著弟兄們殺的。”1948年11月29日，國防部判決書判决莫廣成死刑。
1946年5月1日，沈阳市政府在北陵公园为张莘夫举行葬礼，参加葬礼的有一万多人。1980年代，张莘夫的两个儿子从美国返沈阳为父亲扫墓，当局允许重修已在文革时被夷为平地的墓碑，上面仅书“张莘夫先生纪念碑”，并注明“中国矿业工程师，吉林省九台县六台村人，一八九八年至一九四六年”。由高亨教授所写的碑文并未刻于碑上。至今，张莘夫先生纪念碑仍立于北陵公园。

## 家族

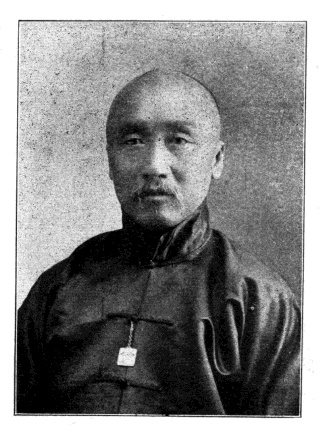
父張雅南
妻李薌蘅，北京女子师范大学毕业。长子张立豫，长媳李琤，为作家李敖之姐。次子张立纲，著名物理学家。孙女张彤禾，华尔街日报驻中国记者，其夫彼得·海斯勒著有当代中国三部曲。

## 相关事件
1945年12月14日晚，在哈尔滨，曾经留苏六年的中共松花江军区司令员卢冬生，因会讲俄语，帮中共中央东北局北满分局书记陈云的警卫员为陈云取行李。在归来途中，他遭遇两名苏军士兵拦路抢劫，卢用一口熟练的俄语斥责，并询问他们属于哪个部队，叫什么名字。苏军士兵当场开枪，击中卢冬生太阳穴，致使他当场身亡。陈云警卫员逃脱。